# Ihráčsky potok
Ihráčsky potok – ciek wodny spływający Doliną Ihráčską w Górach Kremnickich, na Słowacji. Prawobrzeżny dopływ Hronu. Długość ok. 16 km. Cały tok na terenie powiatu Żar nad Hronem.
Źródło na wysokości 1122 m n.p.m. na południowych zboczach szczytu Smrečník (1249 m n.p.m.). Spływa początkowo w kierunku południowo-zachodnim, a od wysokości wsi Nevoľné – południowym. Płynie następnie przez wsie Ihráč i Jastrabá (osada Jastrabský mlyn). Uchodzi do Hronu na wysokości ok. 260 m n.p.m. koło osady Jalná we wsi Trnavá Hora.
Górna część cieku, od źródeł po Ihráč, znana jest lokalnie jako Biela voda. Największym dopływem Ihráčskiego Potoku jest lewobrzeżna Čierna voda, uchodząca doń na wysokości ok. 377 m n.p.m. w osadzie Ihráčska píla (Ihráčski Tartak).